# Duncan Mackay
Duncan Mackay (Leeds, 26 luglio 1950) è un cantante, compositore e musicista inglese che ha registrato tre album da solista.

## Biografia
Duncan Mackay nato il 26 luglio 1950, nel 1985 MacKay incontra ad un party Debbie Raymond, figlia di Paul Raymond. La coppia ebbe una figlia, Fawn, la più grande dei due loro figli.
Come session man suonò le tastiere ed i sintetizzatori in tre album del The Alan Parsons Project, I Robot del 1977, Pyramid del 1978 ed Eve del 1979. Suonò anche nell'album dei Camel, Nude del 1981, e per i Budgie nell'album Deliver Us from Evil del 1982.
Nel 2004 completa un album con il cantautore sudafricano Greg McEwan-Kocovaos, The First Time. Questo album indie venne trasmesso per radio la prima volta da Radio Caroline dal veterano del britannico dj Martin Turner e fu recensito dal sito ufficiale dei 10cc.

## Discografia
Solista
- Chimera (1974)
- Score (1977)
- Visa (1980)

Camel
- Nude (1981)

Budgie
- Deliver Us from Evil (1982)

Greg McEwan Kocovaos
- The First Time (2004)